# پورتناکی

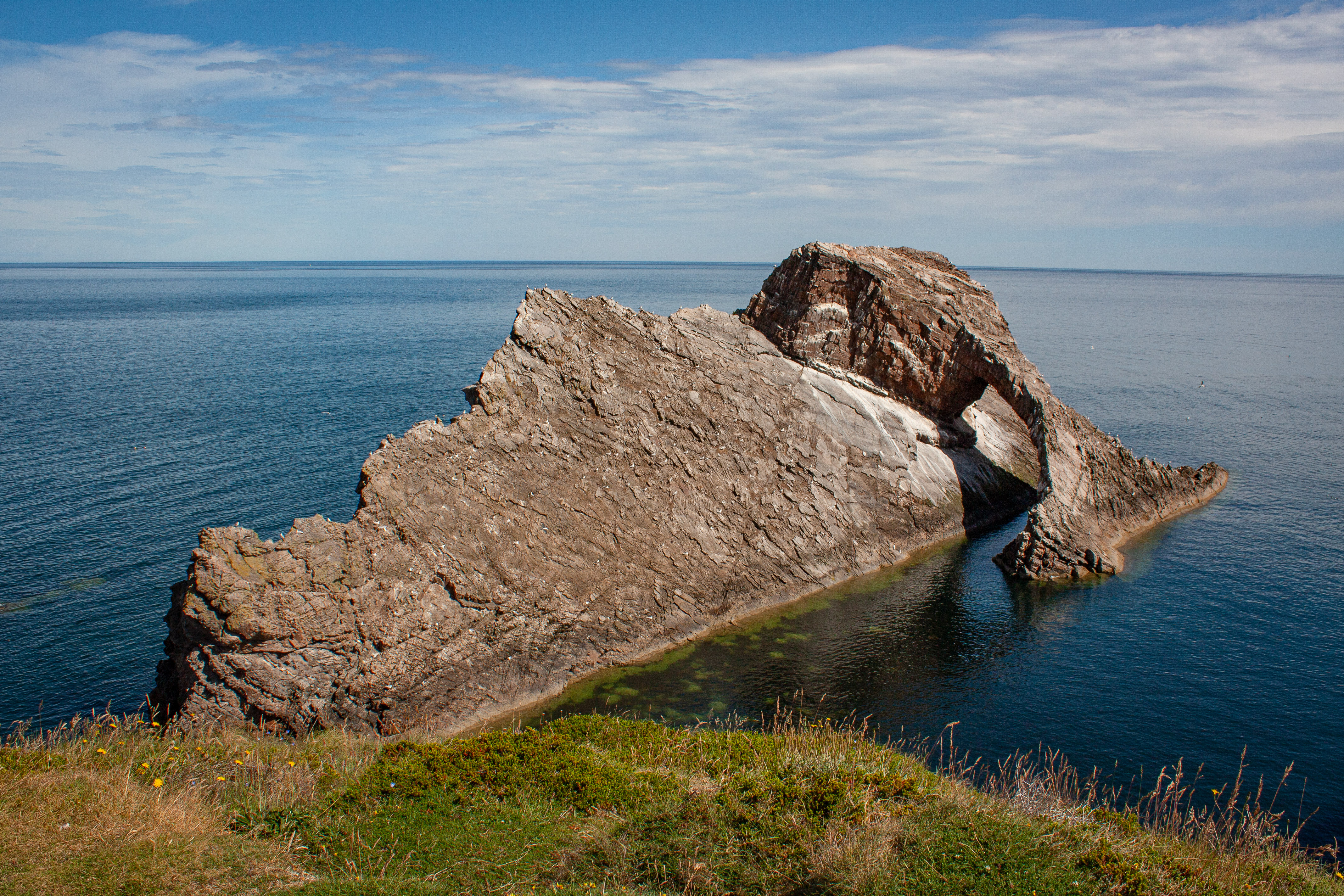

پورتناکی (گیلی اسکاتلندی: Port Chnocaidh) روستای ساحلی در موری، اسکاتلند است. روستا در سال ۱۶۷۷ تأسیس شد و در قرن نوزدهم، یک بندر ماهیگیری تبدیل شد.